# 꾸루꾸루와 친구들
꾸루꾸루와 친구들은 KBS, 아이코닉스, 서울무비, 팡고엔터토이먼트가 공동제작한 퍼펫애니메이션이며 2015년에 개봉했다.

## 등장인물
- 꾸루꾸루(성우 - 최문자): 본작의 주인공이다. 요리를 잘하며, 먹는 것을 좋아한다.
- 쿠리(성우 - 전태열): 모든지 발명하는 너구리이다.
- 랄라(성우 - 홍영란): 노래를 잘 부르며, 공주가 되고싶은 고양이이다.
- 핀핀(성우 - 최정호): 그림을 잘 그리며, 화가가 돠고싶은 팬더이다.
- 토토(성우 - 김옥경): 하늘을 날고싶은 꿈이 있는 박쥐이다.